# G.M.B. Dobson
Gordon Miller Bourne Dobson (o Gordon Dobson) ( * 25 de febrero de 1889 - 11 de marzo de 1976) fue un físico y meteorólogo británico.
Estudiando los meteoritos notó que el perfil de temperaturas de la troposfera no era constante, como antes se creía (de ahí el nombre de estratosfera). De hecho había, lo demostró, una región donde la temperatura bruscamente se elevaba. Esto, como él propuso, pasaba porque la radiación UV calentaba el ozono, en la que se ha conocido como la capa de ozono.

## Honores
En su honor se nombró las unidades físicas de contenido de ozono de esa capa "Dobson": la unidad Dobson (DU) es la relación estándar de expresar la concentración de una columna de ozono en la atmósfera, específicamente la estratosfera. Una unidad Dobson corresponde a una capa de ozono que ocupa 10 µm de espesor a 1 atm. Por ej., 300 DU de ozono en la superficie de la Tierra formarían una capa de 3 mm de espesor. Un valor normal para la concentración de ozono es de 350 DU.